# Fontdepou
Fontdepou és una entitat de població del municipi d'Àger a la comarca de la Noguera situat al marge esquerre de la carretera existent entre Balaguer i Àger.
Geogràficament parlant, està situat a 820 m d'altura i es troba limitat al nord per la serra del Montsec, al sud per la serra del Montclús, a l'est pel riu Noguera Pallaresa i a l'oest pel riu Noguera Ribagorçana.
Quant a demografia, Fontdepou havia arribat a tenir 72 famílies, però a causa de l'emigració que ha patit el poble al llarg del temps per part de la majoria de la població jove cap a municipis com Balaguer i Lleida, actualment sols té 16 habitants.
L'economia principal de la població era el carbó vegetal, gràcies als nombrosos alzinars i les nombroses rouredes que hi havia i que encara hi ha per la zona. L'època àlgida era el març, i tot el poble i inclús habitants dels pobles del voltant es reunien per tallar la llenya, transportar-la i muntar i vigilar la carbonera. Quan havien passat dotze dies s'extreia el carbó i s'anava a vendre a Balaguer.
Actualment aquesta tradició s'ha perdut i la font principal d'ingressos és la ramaderia.

## Llocs d'interès
- Església de Sant Josep de Fontdepou: construïda al segle xi i posteriorment restaurada, està dedicada a Sant Josep però fins al segle xx havia estat dedicada a Sant Macari.
- La Torre de Fontdepou, (torre de guaita): datada dels segles X i XI, havia format part d'una petita fortalesa andalusina que el compte Arnau Mir de Tost conquerí el 1042, juntament amb tota la vall d'Àger.
- Via romana: datada del segle ii, era una via de pas entre Ilerda, l'antiga Lleida romana, i els assentaments romans de la zona.

## Distàncies
- A 57 km de Lleida.
- A 202 km de Barcelona.
- A 26 km de Balaguer.